# 12636 Padrielli
12636 Padrielli eller 4854 T-1 är en asteroid i huvudbältet som upptäcktes den 29 september 1973 av den nederländsk-amerikanske astronomen Tom Gehrels och det nederländska astronomparet Ingrid van Houten-Groeneveld och Cornelis Johannes van Houten vid Palomarobservatoriet. Den är uppkallad efter radioastronomen Lucia Padrielli.
Den tillhör asteroidgruppen Eos.